# Ouèssè (Savalou)
Ouèssè est un arrondissement du département des Collines au Bénin.

## Géographie
Ouèssè est une division administrative sous la juridiction de la commune de Savalou,.

## Démographie
Selon le recensement de la population effectué par l'Institut National de la Statistique Bénin en 2013, Ouèssè compte 9096 habitants pour une population masculine de 4513 contre 4583 femmes pour un ménage de 1928.